# كلية التربية الرياضية (جامعة سوهاج)
كلية التربية الرياضية جامعة سوهاج هي كلية حكومية مصرية، انشأت بالقرار الجمهورى 595 لسنة 2013 وبدأت الدراسة بالكلية للعام الجامعى 2013/2014 بمقر الجامعة بالكوامل.

## مبني الكلية
يوجد مبني كلية التربية الرياضية بحرم الجامعة الجديد بمدينة سوهاج الجديدة علي مساحة 5000 م2 ويتكون من بدروم ودور أرضي و4 أدوار متكرره بتكلفة إنشائية 111.6 مليون جنيه.

## الأقسام
- قسم المناهج وتدريس التربية الرياضية
- قسم التدريب الرياضى وعلوم الحركة
- قسم الإدارة الرياضية والترويح
- قسم علوم الصحة الرياضية
- قسم العلوم التربوية والنفسية الرياضية